# Müller-Thurgau

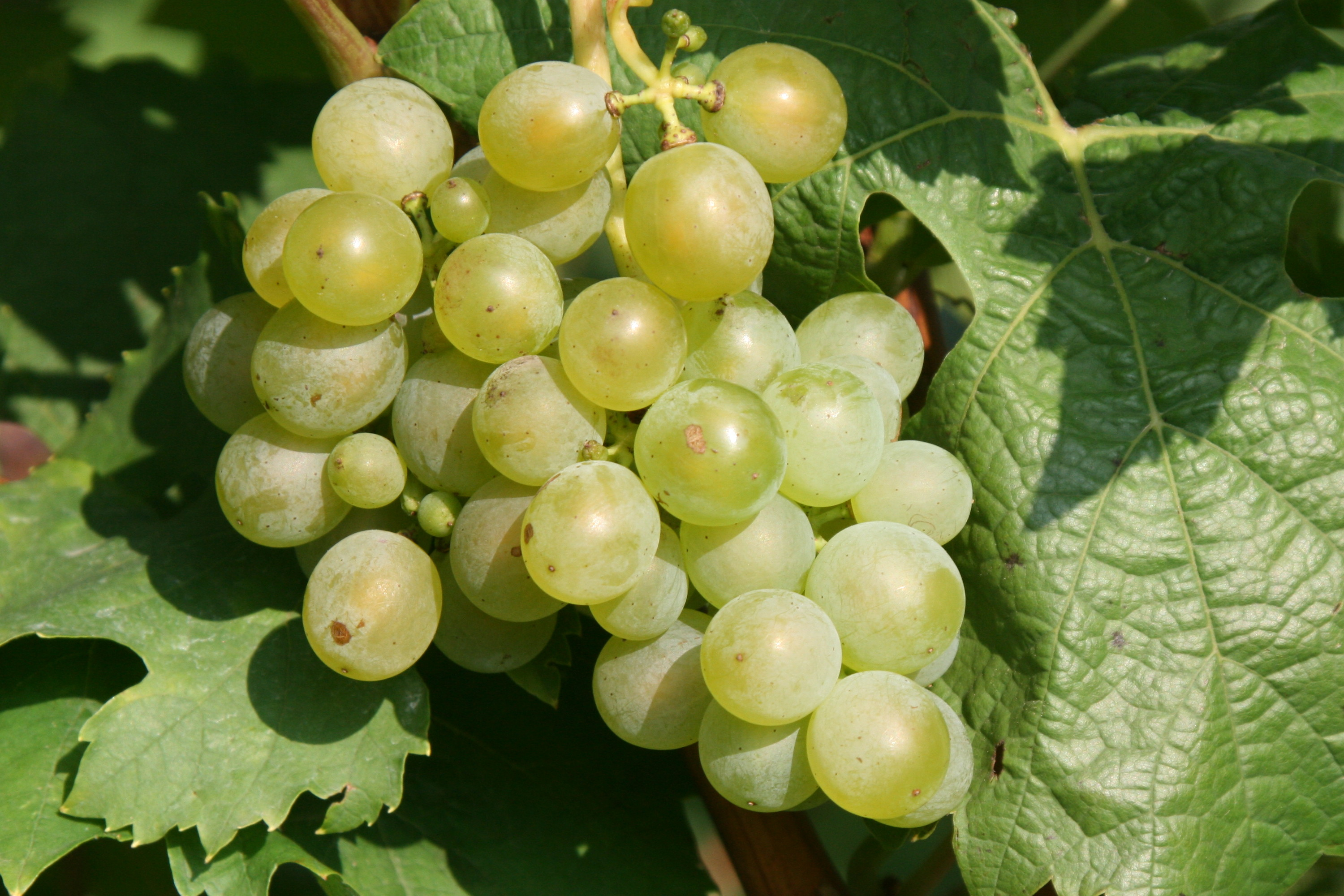
Müller-Thurgau

Müller-Thurgau is een witte druivensoort. In 1882 is deze cultivar ontwikkeld door de wetenschapper Hermann Müller uit het Zwitserse kanton Thurgau. Na gen-onderzoek rond het jaar 2000 is vastgesteld dat het hier een kruising betreft tussen de Riesling Weiss en Madeleine Royale, een zaailing van de Chasselas.
Met een wereldwijde aanplant van meer dan 40.000 ha is het een succesvol gekweekte druif. Het is een druivensoort die relatief weinig eisen stelt aan bodem en weersgesteldheid.
Wijn van deze druif heeft milde zuren, is fruitig en kan het beste jong gedronken worden.

## Synoniemen[1]
- Miler Turgau
- Müller
- Müller Thurgau Bianco
- Müller Thurgau Blanc
- Müller Thurgau White
- Müller Thurgaurebe
- Müller Thurgeau
- Müllerka

- Müllerovo
- Muller Thurgau
- Muller Thurgeau
- Muller Tourgau
- Mullerka
- Mullerovo
- Myuller Turgau
- Riesling Silvaner

- Riesling Sylvaner
- Riesling x Silavaner
- Riesling x Sylvaner
- Rivaner
- Rizanec
- Rizlingsilvani
- Rizlingsylvany
- Rizlingsilvani

- Rizlingzilvani
- Rizvanac
- Rizvanac Bijeli
- Rizvanec
- Rizvaner